# Nîtîne, Iemilciîne
Nîtîne (în ucraineană Нитине) este un sat în comuna Pidlubî din raionul Iemilciîne, regiunea Jîtomîr, Ucraina.

## Demografie
Componența lingvistică a localității Nîtîne
     Rusă (74,05%)
     Ucraineană (25,95%)
Conform recensământului din 2001, majoritatea populației localității Nîtîne era vorbitoare de rusă (74,05%), existând în minoritate și vorbitori de ucraineană (25,95%).